# Redo Romagnoli
Redo Romagnoli (vor 1932 – nach 1949) war ein italienischer Drehbuchautor und Filmregisseur.
Romagnoli begann seine Karriere beim Film als Exposéschreiber und Drehbuchautor im Jahr 1932; für drei Jahre war er regelmäßig tätig und somit für knapp zehn Filme in dieser Funktion aktiv. Dann kehrte er 1939 als Regisseur des Dramas Il piccolo re nach Giuseppe Romualdi zurück – auch hierbei hatte er das Drehbuch für den Film mit Evi Maltagliati in der Hauptrolle verfasst. Seine beiden letzten Bücher entstanden nach dem Zweiten Weltkrieg, 1946 für den einzigen Film von Federico Zavatta und 1949 für Buffalo Bill a Roma, für den er auch die Kostümabteilung unter sich hatte.

## Filmografie (Auswahl)
- 1932: Zaganella e il cavaliere
- 1939: Piccolo re (auch Regie)
- 1949: Buffalo Bill a Roma (auch Kostüme)